# Jeanne de Balanda
Jeanne de Balanda, devenue sœur Marie-Mercedes, née à Perpignan (Pyrénées-Orientales) le 13 septembre 1862 et morte à Montevideo (Uruguay) le 31 mars 1925, est une religieuse française membre des Petites Sœurs de l'Assomption.

## Biographie
Née à Perpignan en 1862, Jeanne de Balanda est la fille de Joseph de Balanda et d'Eulalie Chefdebien-Çagarriga. Tous deux sont issus des milieux notables, catholiques et monarchistes du Roussillon. Son arrière-grand-père, Jean de Balanda, fut le dernier viguier du Roussillon et du Vallespir ; il émigra lors de la Révolution.
Mise en pension dès l'âge de dix ans chez les Ursulines à Blois, elle entre au sein des Petites Sœurs de l'Assomption le 21 novembre 1888. Lors de sa profession le 11 mars 1891, elle prend le nom de Marie-Mercedes, en souvenir d'une illustre membre de sa famille, María de Cervelló, fondatrice de la branche féminine de l'ordre de Notre-Dame-de-la-Merci au XIIIe siècle.
Après huit ans passés à Saint-Étienne, elle est envoyée en 1900 comme assistante de la supérieure de New York puis est rappelée dès février 1901 pour diriger la fondation d'un nouveau couvent dans un quartier populaire de Barcelone. Lors de la Semaine tragique de 1909, de nombreux couvents sont détruits et Marie-Mercedes et ses autres sœurs échappent de peu au massacre. Elle est ensuite désignée en juin 1910 pour assister la fondation d'un nouveau couvent à Buenos Aires en Argentine. De la même manière, elle est envoyée en 1923 à Montevideo en Uruguay pour fonder un autre couvent. Après un bref retour en France en 1925 durant lequel elle est consultée pour la refondation du couvent de Barcelone, elle repart pour Montevideo. Souffrant de problèmes d'audition depuis de nombreuses années, elle y meurt renversée par une voiture qu'elle n'avait pas entendu arriver.